# Streuobstwiesen und Hecken am Münchensberg bei Hüttingen
Koordinaten: 49° 57′ 27″ N, 6° 35′ 30″ O

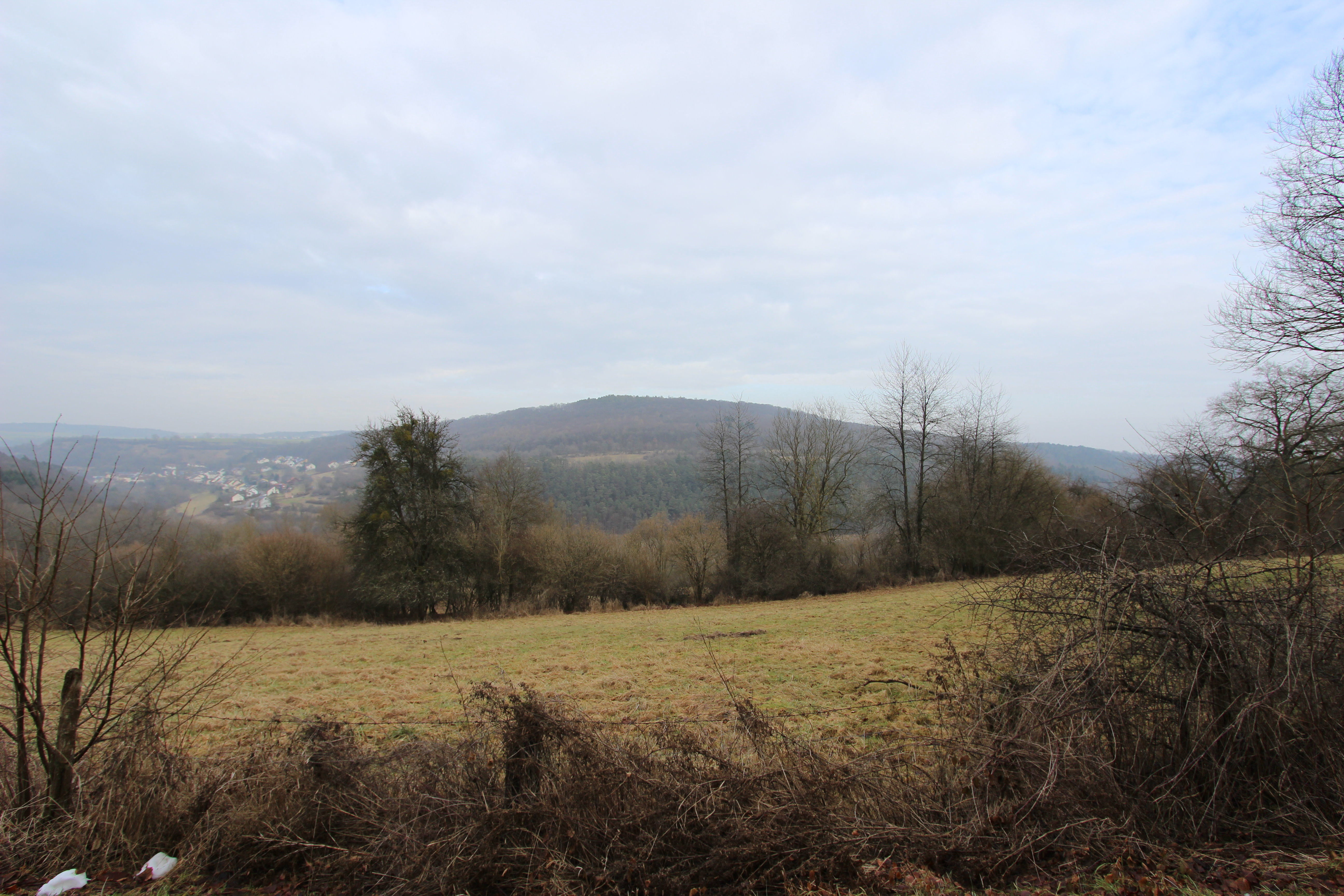
Naturschutzgebiet Streuobstwiesen und Hecken am Münchensberg bei Hüttingen (Februar 2017)

Das Naturschutzgebiet Streuobstwiesen und Hecken am Münchensberg bei Hüttingen liegt im Eifelkreis Bitburg-Prüm in Rheinland-Pfalz.
Das etwa 21 ha große Gebiet, das im Jahr 1999 unter Naturschutz gestellt wurde, erstreckt sich südlich der Ortsgemeinde Hüttingen an der Kyll. Am westlichen Rand des Gebietes verläuft die Kreisstraße 33, direkt am nördlichen Rand fließt die Kyll. Westlich liegt der Flugplatz Bitburg.
Schutzzweck ist die Erhaltung und Entwicklung von Streuobstwiesen, Glatthaferwiesen, Halbtrockenrasen, Trockenmauern, Strauchhecken und Waldbeständen als Lebensraum zahlreicher bestandsbedrohter Tier- und Pflanzenarten und deren Lebensgemeinschaften.